# Clifford (West Yorkshire)
Clifford – wieś i civil parish w Anglii, w West Yorkshire, w dystrykcie metropolitalnym Leeds. W 2011 civil parish liczyła 1662 mieszkańców. Clifford jest wspomniana w Domesday Book (1086) jako Cliford.